# Visborg

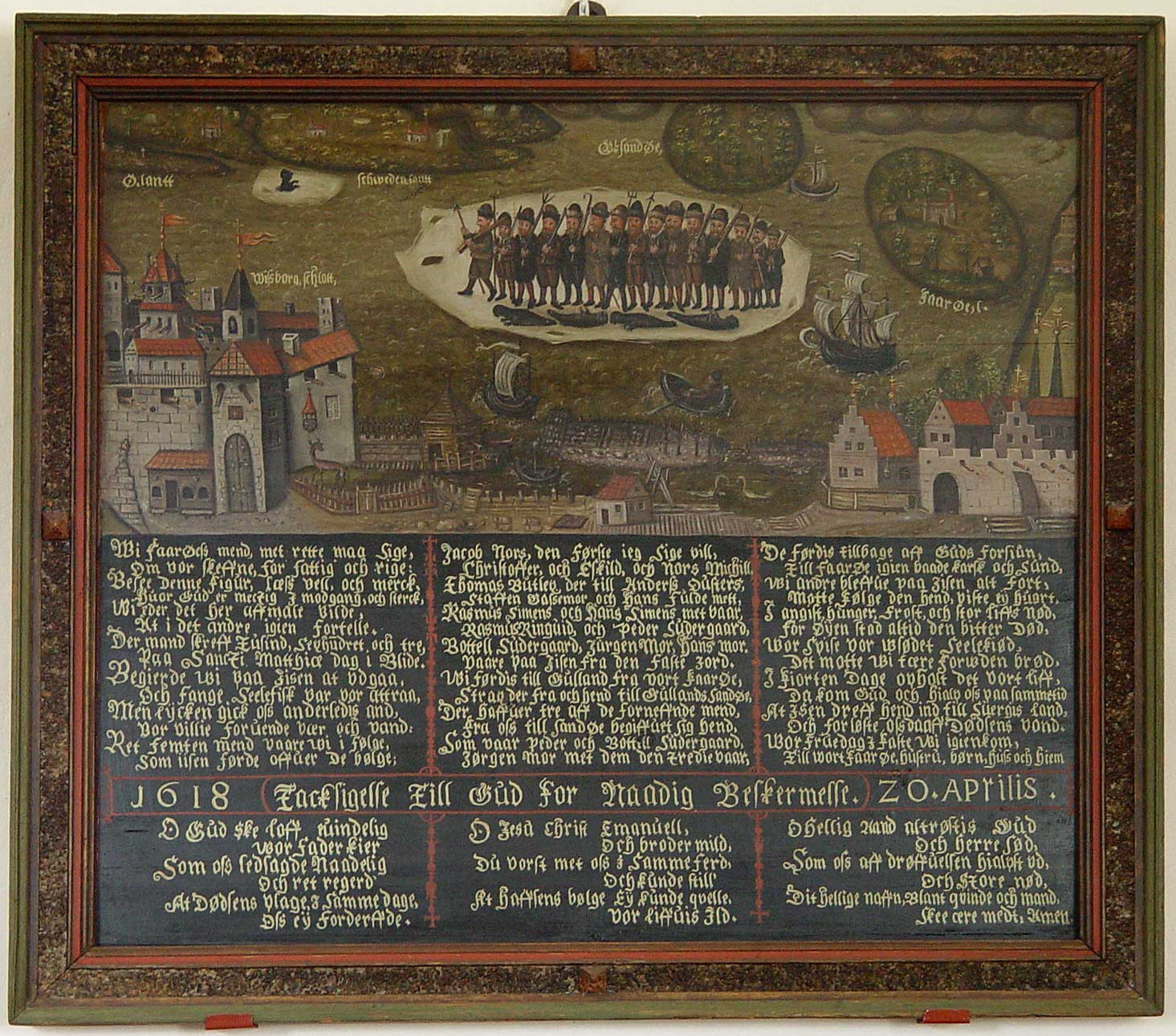
Die Visborg (1618) auf einem Votivbild in der Landkirche auf Fårö

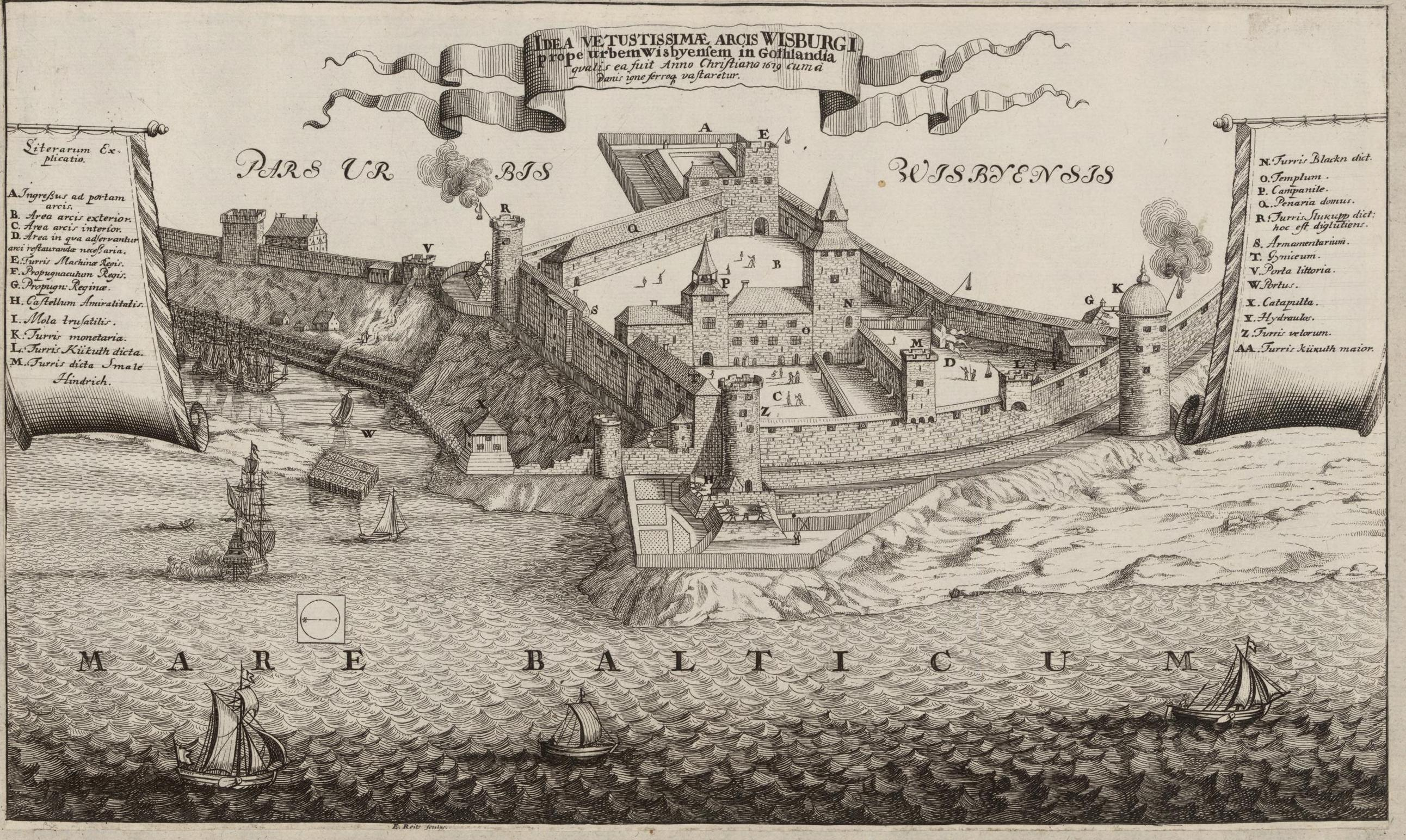
Erik Dahlberg: Suecia antiqua et hodierna: Die Visborg 1679

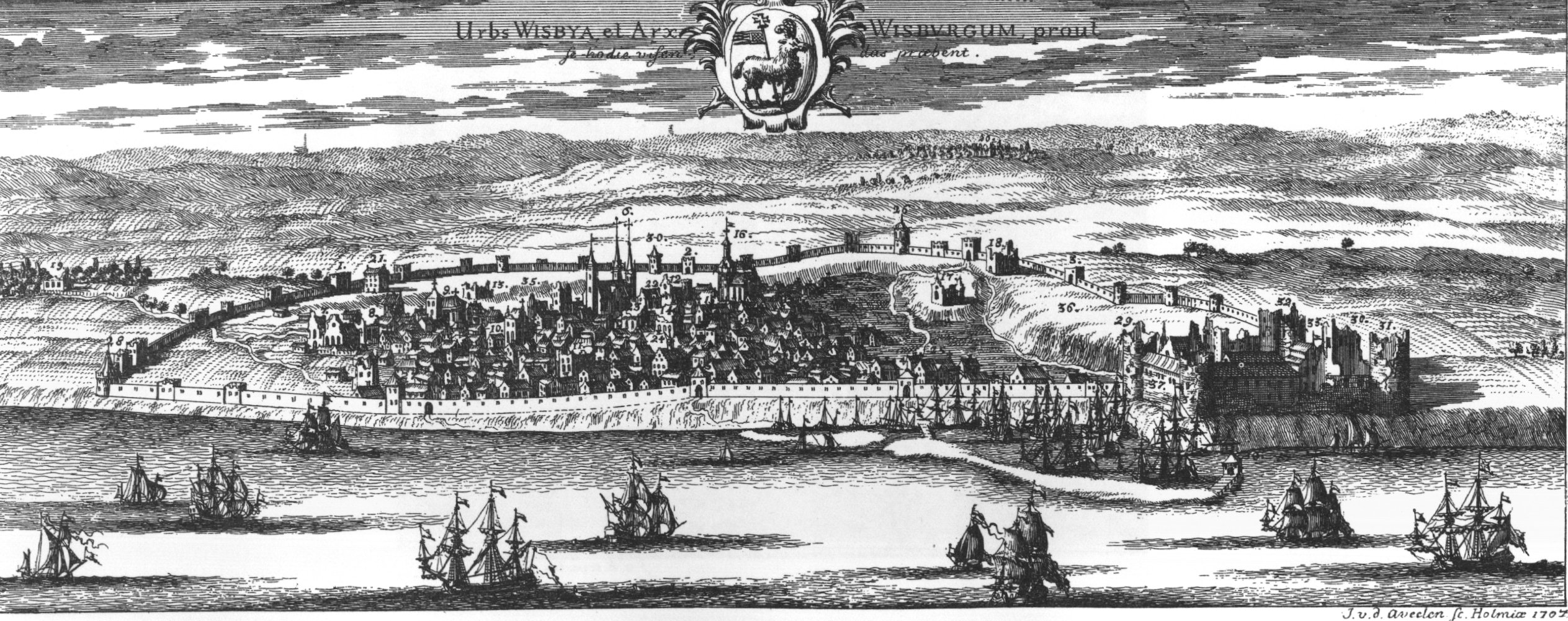
Die Visburg 1679 in der Ansicht von Visby unten rechts

Visborg (auch Wisborg) war eine mittelalterliche Festung in der Hansestadt Visby auf der Ostseeinsel Gotland, deren Ruine im Verhältnis zu den Kirchenruinen der Stadt heute eher wenig spektakulär ist. Im Jahr 1892 wurde in Anspielung auf die Burg der Titel Graf von Wisborg an den aus dem schwedischen Königshaus ausgetretenen Sohn Oscar des schwedischen Königs Oskar II. verliehen.

## Geschichte
Die Visburg entstand ab 1411 als befestigte Burganlage zum Schutz des Hafens in der Südwestecke der Stadt an der Stadtmauer unter Einbeziehung von zwei bereits durch die Vitalienbrüder errichteten Turmbauten. Der Hausteinbau der großen schlossähnlichen Festung wurde unter dem dänischen König Erich von Pommern im Jahr 1436 abgeschlossen. Wie bei allen steinernen Gebäuden auf der Insel wurde der örtliche Kalkstein für die Feste verbaut. König Erik gab ihr auch den Namen und zog sich nach seiner Absetzung 1439 hierher zurück, um als Herr über Gotland bis 1448 weiter zu regieren. 
Als geradezu uneinnehmbar erwies sich die Visborg unter dem dänischen Amtmann Søren Norby im Jahr 1524 für seinen Widersacher Gustav Vasa. Der dänische Flottenführer und eigenmächtige Gefolgsmann des bereits 1523 abgesetzten dänischen Königs Christian II. hielt diesem nicht ohne eigenen Vorteil weiter die Treue und wurde erst im Folgejahr von einem starken Lübecker Flottenaufgebot vertrieben. Der Stadtkern Visbys wurde durch den starken Beschuss weitgehend zerstört. Die sogenannte Lübecker Bresche in der Stadtmauer erinnert immer noch an die Erstürmung der Stadt im Jahre 1525. 
1554 wurde der von Fünen stammende dänische Täufer Laurids Helgesen auf der Visborg gefangen gehalten, wo er vermutlich auch starb.
1679 wurde die Visborg von den abziehenden Dänen kurz vor der Übergabe der Insel an die Schweden gesprengt und nicht wieder aufgebaut. Das Baumaterial der Ruine wanderte entweder in gotländische Kalköfen oder wurde in Visby verbaut.